# Mazda CX-50
Mazda CX-50 — компактний кросовер японського автовиробника Mazda, презентований у листопаді 2021 року.

## Опис

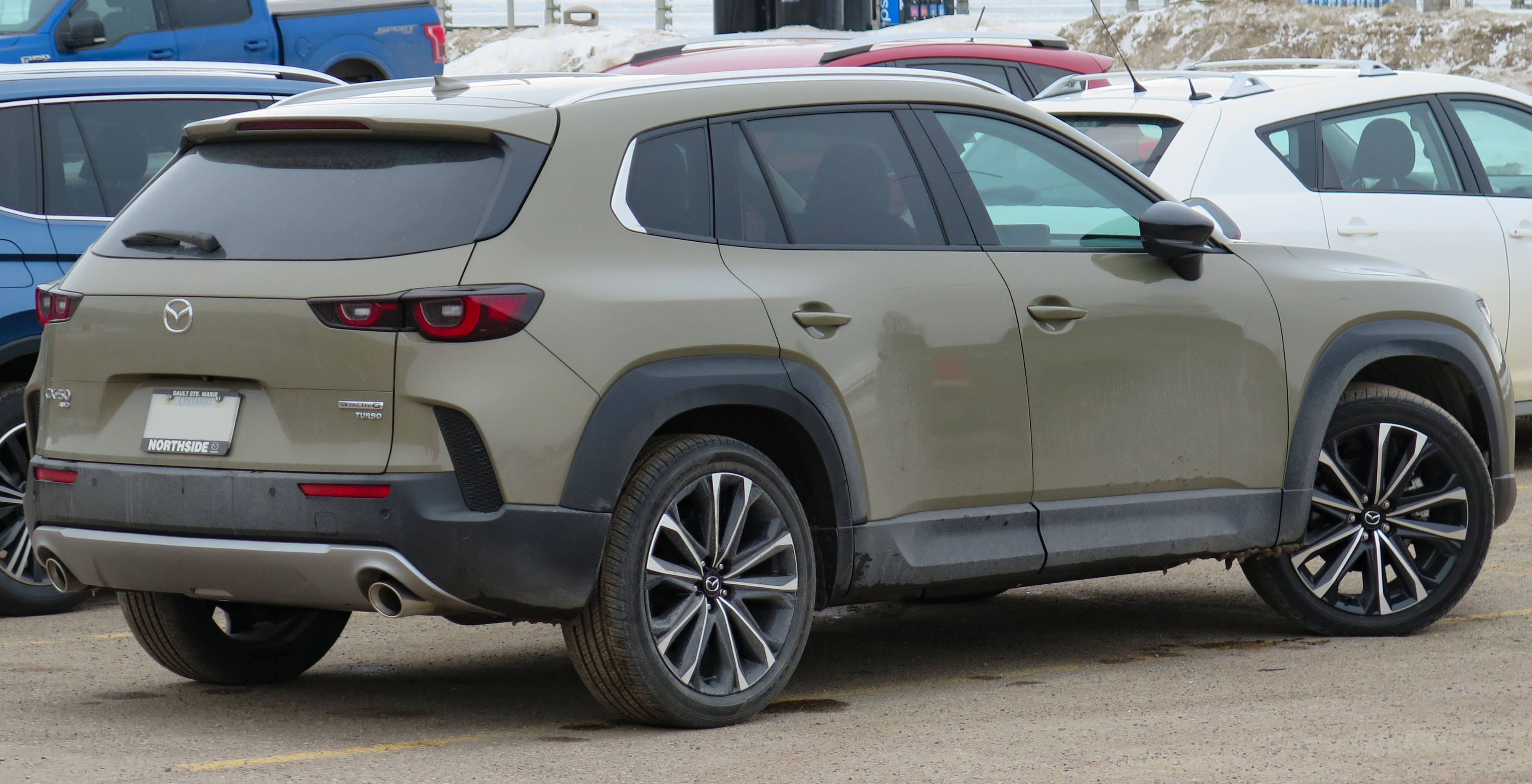
Mazda CX-50 GT

Модель орієнтована на любителів активного відпочинку, для чого усі комплектації будуть оснащені повним приводом за замовчуванням. Авто базуватиметься на платформі з поперечним розташуванням двигуна від Mazda CX-5.
Модель орієнтована насамперед на ринки США та Канади. Початок виробництва запланований на 2022 рік, на конвеєрі підприємства Mazda Toyota Manufacturing (MTM) у Гантсвіллі (Алабама).
Чи буде авто офіційно продаватися в Україні наразі невідомо.
CX-50 2024 пропонує інформаційно-розважальну систему Mazda Connect із 10,25-дюймовим сенсорним екраном, Bluetooth, Android Auto та Apple CarPlay. 
У 2025 році з’явився CX-50 Hybrid потужністю 219 к.с. Модель оснащена атмосферним 2,5-літровим двигуном, трьома електромоторами, повним приводом та CVT. 

## Двигуни
| Модель                          | Об'єм    | Потужність          | Крутний момент |
| ------------------------------- | -------- | ------------------- | -------------- |
| Бензинові                       |          |                     |                |
| 2.5 Skyactiv-G PY-VPS I4        | 2488 см³ | оріентовно 190 к.с. | 252 Нм         |
| 2.5 Skyactiv-G PY-VPTS turbo I4 | 2488 см³ | оріентовно 253 к.с. | 434 Нм         |

## Продажі
| рік  | США    |
| ---- | ------ |
| 2022 | 21,329 |
| 2023 | 38,841 |